# Clubiona crouxi
Clubiona crouxi är en spindelart som beskrevs av Lodovico di Caporiacco 1935. Clubiona crouxi ingår i släktet Clubiona och familjen säckspindlar. Inga underarter finns listade i Catalogue of Life.